# Ivan-Goran Vitez
Ivan-Goran Vitez (Zagreb, 1975.) je hrvatski redatelj, glumac i scenarist.
Godine 2006. osvojio je nagradu na Danima hrvatskog filma za najbolji scenarij, za film Posljednja pričest.

## Filmografija

### Redatelj
- Dopunska nastava (2019.)
- Narodni heroj Ljiljan Vidić (2015.)
- Žene sa Dedinja (2013.)
- Šuma summarum (2010.)
- Zakon! (2009.)
- Posljednja pričest (2005.)
- Bitange i princeze (2005.)
- Pomor tuljana (2000.)

### Glumac
- Bitange i princeze kao voditelj (2005.)
- Ajmo žuti kao Cerovečki (2001.)
- Najmanji čovjek na svijetu (2000.)
- Obiteljska stvar kao policajac (1998.)
- Stela kao Luka (1990.)

### Scenarist
- Šuma summarum (2010.)
- Zakon! (2009.)
- Posljednja pričest (2005.)
- Bitange i princeze (2005.)
- Pomor tuljana (2000.)
- Promašaj (2000.)

## Sinkronizacija
- Vili Kočnica - redatelj dijaloga (2018.)
- Čudovišta iz ormara - redatelj dijaloga (2009.)
- Obitelj Robinson - redatelj dijaloga (2007.)